# Artem Žoga
Artem Vladimirovič Žoga (*18. ledna 1975 USSR) je ukrajinský separatista, podplukovník armády Doněcké lidové republiky a bývalý vojenský velitel batalionu Sparta, proruské síly zapojené v Rusko-ukrajinské válce. Tuto pozici převzal poté, co jeho syn Vladimir v roce 2022 padl v bitvě o město Volnovacha v Doněcké oblasti. Od září 2023 do října 2024 zastával funkci předsedy Parlamentu DLR, do kterého byl zvolen jako kandidát strany Jednotné Rusko. Od října 2024 je členem Rady bezpečnosti Ruské federace.
Během oslav dne vítězství 9. května 2022 se setkal s ruským prezidentem Vladimirem Putinem, který předal posmrtné vyznamenání pro syna. 30. září 2022 se pak účastnil ceremoniálu, kterým byla zahájena anexe jižní a východní Ukrajiny.
Počátkem prosince 2023 v neformálním rozhovoru po ceremonii u příležitosti Dne hrdinů vlasti, vyzval Putina aby se opět ucházet o prezidentský úřad, neboť čtvrtý mandát mu vyprší v květnu 2024. Putin v reakci uvedl: „Nebudu skrývat, že v různé chvíle jsem o tom uvažoval různě, ale v téhle době je třeba se rozhodnout. Budu kandidovat na funkci prezidenta Ruské federace.“ Žoga odpověděl, „Jsme velmi rádi, že prezident vyslyšel naši žádost o kandidaturu, celé Rusko ho podporuje,“. Tvrdil, že „na frontě měli všichni obavy a přemýšleli, zda Putin bude kandidovat“, a tak se rozhodl se Putina zeptat.
Putin jej v říjnu 2024 jmenoval prezidentským vyslancem pro Uralský federální okruh a následně byl Žoga dosazen do Bezpečností rady RF. Ve 49 letech se Žoga stal nejmladším členem Bezpečnostní rady RF v historii. Institut pro studium války jeho jmenování do tohoto politického orgánu používá jako příklad militarizace ruské vlády, která slouží k upevnění pro-válečné ideologie v ruském státě a společnosti a k vytvoření nové, vysoce militarizované, vládnoucí třídy.